# Etika Kabale
Moral označuje čovjekovo djelovanje, a etika je naziv jedne filozofijske discipline koja se bavi proučavanjem, teorijskim  razmatranjem morala. Etika se bavi razmatranjem čovjekova djelovanja pod vidom dobra i zla. Kabbala je nužno vezana uz etiku. Nemoguće je prakticirati Kabbalu, a ne biti moralan. Uzdizanje na više razine duše nemoguće je bez ispravnog i čestitog življenja u vrlini. 

## Kratki uvod u Kabalu
Kabala pripada duhovnoj tradiciji judaizma i sastoji se u mističkom pristupu krajnjoj tajni postojanja svijeta i čovjeka. Mistički pristup je takav u kojem se duboko u sebi proživljavaju temeljne postavke nekog učenja. Glavni pojmovi u okviru Kabala učenja su: 
En Sof – često se koristi kao sinonim za Boga, ali En Sof prethodi bilo kojoj manifestaciji, ili bilo kojem biću;
Božji atributi su svojstva koja se pripisuju Bogu a u Bibliji ih nalazimo u 1. Ljetopisa 29,11: Uzvišenost, Mudrost, Umnost, Milosrdna ljubav, Pravednost, Ljepota i sklad, Pobjedonosnost, Slava, Biti-svemu-temelj, Kraljevstvo.
Emanacija označuje proistjecanje Božjih atributa i njihovo manifestiranje na četiri razine svjetova (arba olamot);
Sefira (množina: sefiroti) je temeljni pojam Kabale i označuje kanal kroz koji, ili kojim se očituju Božji atributi na putu manifestiranja.

## Uvod u židovsku etiku (Pirke Avot)
Jedno od temeljnih djela židovske etike je Pirke Avot, u doslovnom prijevodu: Poglavlja otaca, ali po smislu Izreke otaca, a najčešće se prevodi kao Etika otaca, pritom se misli "etička kazivanja otaca". Djelo Izreke otaca je traktat u MIšna, sastoji se od šest poglavlja (pirke od hebr. perek: poglavlje) i sadrži moralne pouke velikh rabina iz razdoblja mišna. Među poznatijim su Hilel (110. pr. Kr. – 10.) i Šamai (50. pr. Kr. – 30.). Poznate su izreke poput ovih:  
"Ako ja nisam za sebe, tko će biti za mene? Ako sam samo za sebe, što sam ja? Ako ne sada, kada?" (Pirke Avot, 1,14)
"Svijet počiva na tri stvari: na Tori, na službi Bogu i na i na činjenju milosrđa." (Pirke Avot, 1,2)

## Etičke vrline u Kabali
Etika Kabale imat će svoje osobitosti s obzirom na ukupnu usmjerenost Kabale oko njenih temeljnih ili središnjih pojmova, prije svega deset sefirota. Deset vrlina Kabale vezat će se uz narav odgovarajućih sefirota, tj odgovarajućih Božjih atributa. Stoga se postavlja pitanje što je to vrlina u Kabbali? 
Bit vrline u Kabali jest umni odgovor duše Nešama na vanjske situacije.
Vrline u Kabbali ne nameću se nekako izvana, nego su joj inherentne, strukturno u njoj sadržane. One su sastavni dio puta svake sefira. Sefira je kanal emanacije Božjih atributa što znači da se oni putem sefirota spuštaju do razine fizičkog svijeta (Asija). Prije toga sefiroti prolaze kroz svijet Beria onaj u kojem Bog izvodi iz sebe potencijalnu snagu stvaranja bez koje ne bi bilo realnih bića. Na putu povratka, uzdizanju u sefirotima Kabalist treba proći svijetom Beria u kojem se događa kretanje bezgranične Božje snage. Da bi izdržao u tom svijetu kabalist se mora svojim snagama prilagoditi kretanju Božje snage.

## Kako razviti vrline kroz praksu Kabale?
To je moguće jednim odlučnim suhodom toj snazi za što se traže odlike karaktera koje zovemo vrlinama (hebr: midot). Za svaku sefira postoji specifičan suhod Snazi u Beria svijetu. Budući da ima deset sefirota to će biti i deset temeljnih vrlina koje su potrebne svakom kabalisti da bi na siguran način boravio u svijetu Beria te cjelovit izašao iz njega na putu prema Stvoritelju svjetova. 
Duša Nešama je ta koja osjeća kretanje Božje snage u Beria, pa će njen suhod Snazi u pojedinoj sefira činiti vrlinu pripadnu toj sefira. Vrline nisu sami sobom dati atributi duha, nego su rezultat dugog vježbanja (askeza) kojim se duša Nešama prilagođava svijetu koji pripada Božjoj strahovitoj snazi.  Možda je stoga prva i najvažnija vrlina “strah Božji” (jirat Jahve) za koji mudri Solomon smatra da je to “početak mudrosti”. 
Vrlina za svaku pojedinu sefira rezultat je dugog vježbanja (askeza) duše Nešama u “hrvanju” s Božjom snagom u svijetu Beria. Uvježbanost u nekoj vrlini znači da je duša oblikovana u skladu sa zahtjevima kretanja Božje snage kroz dotičnu sefira.

## Vrline i sefiroti

##### Keter i vjera (emuna)
Sefira Keter prolazi put od Božjeg atributa najviše volje (racon elion) do konačnog bića koje slijedi Božju volju u Asija svijetu, a to je pobožan čovjek. Da bi se Božji atribut mogao na kraju puta očitovati kao neko pobožno, vjerničko biće, duša Nešama mora na razini svijeta Beria zadobiti odliku vjere (emuna):
Da bi se u čovjeku očitovala njegova vjernička sastavnica (komponenta), potrebno je da se duša Nešama u susretu sa snagom Božjom očituje u svojoj vjernosti Bogu (emuna). 

##### Hokma i nesebičnost (bitul)
Sefira Hokma prolazi put od Božjeg atributa mudrosti do konkretnog mudrog bića u Asija svijetu, a to je mudar čovjek. Da bi se Božji atribut mogao na kraju puta očitovati kao neko mudro biće, duša Nešama mora na razini svijeta Beria zadobiti odliku nesebičnosti (bitul): ne biti vezana uz ego čovjeka – onog u nastajanju pri silasku sefira Hokma, te onog pri uzlaženju kroz istu sefira. Čovjek je sveukupnost očitovanja svih sefirota u svijetu Asija: mudrosti, intelekta, ljubavi, pravednosti,...Da bi se u čovjeku očitovala njegova mudrostna sastavnica (komponenta), potrebno je da se duša Nešama u susretu sa snagom Božjom očituje u svojoj ne-egocentričnosti (bitul). Nasuprot egocentričnosti – ponašanje u znaku vlastitog ego-a: što ja hoću, što ja mislim, što ja želim, i slično, vrlina bitul zahtjeva takvo življenje po kojem je Bog u centru. U smislu takvog, bogo-centričkog življenja uvijek treba pitati: Što Bog sada i ovdje, u ovom mojem tijelu, hoće? Koja je njegova volja da se sada i ovdje nešto učini? Što Bog hoće za druge ljude – a to se onda tiče i mene, jer kroz Božju volju za druge ljude određeno je i to Što Bog hoće za mene u mojim odnosima s drugim ljudima.  

##### Bina i radost (simha)
Da bi se u čovjeku očitovala njegova razumska, racionalna sastavnica (komponenta), potrebno je da se duša Nešama u susretu sa snagom Božjom očituje u svojoj odlici radosti (simha). 

##### Hesed i ljubav (ahava)
Da bi se u čovjeku očitovala njegova milosrdna sastavnica (komponenta), potrebno je da se duša Nešama u susretu sa snagom Božjom očituje u svojoj odlici ljubavi (ahava). 

##### Gevura i bogobojaznost (jirat Jhwh)
Da bi se u čovjeku očitovala njegova pravednosna sastavnica (komponenta), potrebno je da se duša Nešama u susretu sa snagom Božjom očituje u svojem strahopoštovanju spram Boga (jirat Jahve). Što je to “strah Božji”?
Dakako da nije riječ o strahu od Boga, da nas ne kazni, osveti se, i sl.; prije je riječ o strahopoštovanju spram Boga koje je blizu pravoj ljubavi spram Boga. Ono čega se strašimo, pred čime smo prestravljeni to je ono “numinozno” u Boga, kako je to izrazio Rudolf Otto (njemački teolog 1869-1937). Bog je strašan u svojoj sili, bezgraničan, sveprisutan i za čovjeka nepojmljivo mudar. Boga doživljavamo kao “mysterium fascinans et tremendum”: ujedno kao privlačnog i zastrašujućeg. 

##### Tiferet i milosrdnost (rahamim)
Da bi se u čovjeku očitovala njegova sastavnica (komponenta) sklada i ljepote, potrebno je da se duša Nešama u susretu sa snagom Božjom očituje u svojoj milosrdnosti (rahamim). 

##### Necah i povjerenje (bitahon)
Da bi se u čovjeku očitovala njegova pobjedonosna sastavnica (komponenta), potrebno je da se duša Nešama u susretu sa snagom Božjom očituje u svojoj odlici povjerenja (bitahon). 

##### Hod i iskrenost (temimut)
Da bi se u čovjeku očitovala njegova sastavnica (komponenta) odsjaja Božje slave/snage, potrebno je da se duša Nešama u susretu sa snagom Božjom očituje u svojoj iskrenoj zahvalnosti (temimut). 

##### Jesod i istina (emet)
Da bi se u čovjeku očitovala njegova sastavnica (komponenta) utemeljivanja života, potrebno je da se duša Nešama u susretu sa snagom Božjom očituje u svojoj istini (emet). 
Bog iz-govara izviranje i utemeljivanje života. U svijetu Beria iz sebe iz-vodi snagu potrebnu izvorima života. Tom svijetu odgovara duša Nešama koja osjeća kretanje Božje snage i re-agira na  nj svojim likovima umnosti (jer, duša Nešama je umna duša); tu reakciju umne duše na kretanje snage, koja je jedno oblikovanje, zovem odlikom karaktear – vrlinama. 
U slučaju sefira Jesod gdje se kretanje Božje snage odvija s ciljem stvaranja izvora i temelja samog života, rečena reakcija je – istina (emet): ostati u budnoj svijesti prisutan onome što se uistinu događa, a ne bluditi u iluzijama, tj. kako bismo mi htjeli da bude po pohoti našeg tijela.
U svijetu Jecira Bog iz sebe izvodi likove kojima će oblikovati snagu iz svijeta Beria. Tom svijetu oblikovanja (jecira) odgovara duša ruah koja, gledajući likove što ih iz sebe izvodi Bog, reagira na njih kretanjem svoje snage i to zovemo emocijama.
Zato je duša ruah – emocionalna duša. U slučaju sefira Jesod ta reakcija će biti moć duše koju zovemo sebe-ozbiljivanje. Ako su likovi svijeta Jecira likovi iz-viranja života dani kao likovi iz-vora, na-voranosti koja skriva ono mjesto u tijelu u kojem će život biti začet, tada duša ruah koja gleda takve likove, obličja na tijelu, reagira željom za sebe-potvrđivanjem u životu – željom za začinjanjem i rađanjem života. I, u tom je nastavljanju života kroz rađanje jedan od vidova sebe-ozbiljivanja: nastaviti sebe kroz svoju djecu. 

##### Malkut i poniznost (šiflut)
Da bi se u čovjeku očitovala njegova sastavnica (komponenta) kraljevstva, potrebno je da se duša Nešama u susretu sa snagom Božjom očituje u svojoj poniznosti (šiflut). 

## Čemu služi prakticiranje vrlina u Kabali?
Jedna od praksi u Kabali je življenje u skladu s vrlinama (lehagiv musari). Vrlina u Kabali ima deset i one su u odnosu s odgovarajućim Božjim atributima; na primjer: vrlina nesebičnosti (bitul) u svezi je s Božjom mudrošću (Hokma); vrlina ljubavi (ahava) u svezi je s Božjom milosrdnom ljubavi (Hesed);, i sl. Život u vrlinama nužan je uvjet za duhovni uspon praktikanta Kabale do En Sof.

## Vanjske poveznice
https://www.chabad.org/library/article_cdo/aid/680274/jewish/Pirkei-Avot-Ethics-of-the-Fathers.htm
http://www.jewishencyclopedia.com/articles/5888-ethics
https://www.jewishvirtuallibrary.org/tractate-avot-pirke-avot